# Walter Campbell Smith
Walter Campbell Smith (1887–1988), plus tard formellement Campbell-Smith, est un minéralogiste et pétrologue britannique. Il est récipiendaire de la médaille Murchison en 1945.
Il est conservateur de minéralogie au British Museum de 1937 à 1952. Il est président de la société géologique de Londres en 1956-1957.